# Seconde invasion mongole en Birmanie
Conquêtes mongoles
Batailles
- Birmanie :
  - 1re
    - Ngasaunggyan
    - Bhamo
    - Pagan

  - 2e
- Asie centrale :
  - Qara Khitai
  - Empire khorezmien
- Chine :
  -  Xia occidentaux
  - Jin
  - Song
  - Dali
- Japon :
  - Bun’ei
  - Kōan
- Viêt Nam :
  - Bach Dang
- Autres invasions :
  - Inde
  - Java
  - Corée
  - Tibet

- Rus’ de Kiev
- Khanat de la Volga (Samara Bend, Bilär)
- Durdzuketia
- Pologne (1re invasion)
- Hongrie (1re invasion)
- Bulgarie et Serbie
- Empire latin de Constantinople
- Pologne (2e invasion)
- Thrace
- Hongrie (2e invasion)
- Pologne (3e invasion)
- Serbie (2e invasion)

Proche-Orient
- Empire khorezmien
- Arménie
- Géorgie
- Anatolie (Köse Dağ)
- Bagdad
- Levant
- Palestine (Aïn Djalout)

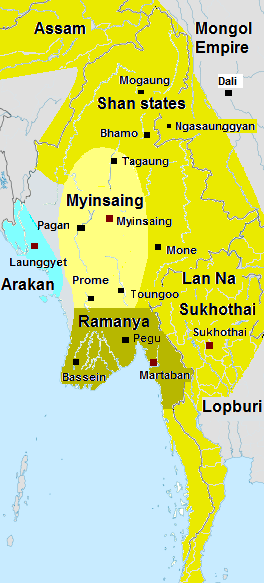

La seconde invasion mongole en Birmanie, est une expédition militaire organisée par la Dynastie Yuan sur ordre de Témur Khan, le second dirigeant de la dynastie. Elle est repoussée par les troupes birmanes du royaume de Myinsaing en 1301.

## Situation avant la seconde invasion
Lors de la première invasion mongole menée par les troupes de la dynastie Yuan, Narathihapati, le roi de Pagan, fuit sa capitale pour aller se réfugier à Hlegya, dans le Sud de la Birmanie. Pendant ce temps, trois frères, les commandants Athinkhaya, Yazathingyan et Thihathu, renforcent la garnison qu'ils dirigent à Myinsaing et deviennent une puissance militaire importante dans le centre de la Birmanie. Après le départ des Mongols, Narathihapati tente de retourner à Pagan, mais le 1er juillet 1287, il est capturé et assassiné par son second fils, Thihathu, le vice-roi de Prome. Après bien des luttes politiques et militaires, Kyawswa succède à son père et devient le nouveau roi de Pagan. Mais malgré sa victoire, son pouvoir n'est que nominal, car dans les faits il ne contrôle qu'une zone de quelques kilomètres autour de sa capitale. En réalité, l'Empire pagan est mort en même temps que Narathihapati et ce sont les trois frères qui contrôlent le centre de la Birmanie, grâce leur petite armée bien disciplinée qui leur a permis de s'emparer du district de Kyaukse, le plus important grenier à céréales de l'ancien royaume. Kyawswa n'a pas d'autre choix que de les reconnaître comme étant les seigneurs de Kyaukse. Le 19 février 1293, le roi nomme le frère aîné vice-roi de Myinsaing, le deuxième frère vice-roi de Mekkara et le troisième frère vice-roi de Pinle.
En théorie, ces titres font des frères des subordonnés du roi, mais en pratique, ils se comportent déjà comme des rois n'ayant de comptes à rendre à personne. Lorsque le roi Wareru, le fondateur du royaume d'Hanthawaddy, devient officiellement un vassal du Royaume de Sukhothaï en 1294, ce sont les 3 frères, et non Kyawswa, qui envoient une armée pour tenter de récupérer l'ancien territoire Pagan d'Hanthawaddy, en basse Birmanie. Bien que leur tentative de reconquête s’achève par un échec, elle ne laisse aucun doute quant à savoir qui détient véritablement le pouvoir dans le centre de la Birmanie.
Les trois frères agissant de plus en plus comme des rois souverains, Kyawswa réagit en envoyant son fils à la base militaire mongole de Tagaung en janvier 1297, pour demander à être reconnu comme leur vassal. Il reçoit la reconnaissance officielle de son statut de vassal de la dynastie Yuan et un titre chinois le 20 mars 1297. En décembre de la même année, les frères invitent le roi fantoche dans leur bastion de Myinsaing, pour participer à la cérémonie d'inauguration d'un monastère qu'ils ont fait construire. Comme il bénéficie de l'appui des Mongols, le roi Kyawswa se sent en sécurité et accepte l'invitation. Mais dès la fin de la cérémonie, il est arrêté, détrôné et forcé de devenir moine dans le monastère qu'il vient de consacrer.

## L'invasion mongole (1300–1301)
C'est le 17 décembre 1297 que les trois frères renversent Kyawswa et fondent le royaume de Myinsaing. À Pagan, Sawhnit, le fils de Kyawswa, est élu roi par la reine Saw, mais il devient rapidement un simple gouverneur aux ordres des rois de Myinsaing. Pendant ce temps, Kumara Kassapa, un autre fils de Kyawswa, s’enfuit en Chine. Les Mongols ne sont mis au courant du détrônement qu'en juin-juillet 1298. En 1300, les troupes de Myinsaing, commandées par Athinkhaya, attaquent les garnisons mongoles de Nga Singu et de Male, au nord de Mandalay. Le 22 juin 1300, l'empereur  Témur Khan, le second dirigeant de la dynastie Yuan, déclare que Kumara Kassapa est le seul roi légitime de Birmanie et envoie une armée attaquer Myinsaing depuis le Yunnan. L'armée d'invasion atteint la capitale des trois frères le 25 janvier 1301, mais ne parvient pas à percer les défenses de la ville. Les assiégeants finissent par accepter des pots-de-vin de la part des trois frères et se replient le 6 avril 1301. Le gouvernement mongol du Yunnan fait exécuter les commandants corrompus,, mais n’envoie pas une autre armée envahir la Birmanie. Finalement, les Mongols se retirent entièrement de la Haute-Birmanie à partir du 4 avril 1303.
À cette époque, la ville de Pagan, qui comptait 200 000 habitants au temps où elle était la capitale du royaume, n'est plus qu'une petite ville, qui ne retrouvera jamais sa splendeur passée. Après le départ des Mongols, les 3 frères nomment l'un des fils de Kyawswa gouverneur de la ville de Pagan. Durant les décennies suivantes, les descendants d'Anawrahta, le fondateur du royaume de Pagan, continuent de gouverner les royaumes de Myinsaing, Pinya et Ava, et ce jusqu'en 1369. Si, à cette date, il ne reste plus de descendants par les hommes de la famille royale de Pagan, il reste des descendants par les femmes, qui intègrent les familles régnantes des royaumes de Pinya et d'Ava. C'est cette intégration à d'autres lignées royales qui a permis à toutes les dynasties birmanes successives, y compris l'actuelle dynastie Konbaung, de se proclamer descendantes des Pagans.